# Simplimorpha lanceifoliella
Simplimorpha lanceifoliella là một loài bướm đêm thuộc họ Nepticulidae. Nó được tìm thấy ở Southern Africa.
There are several generations per year.
Ấu trùng ăn Anacardiaceae species, bao gồm Rhus lancea. Chúng ăn lá nơi chúng làm tổ. 